# Langhe

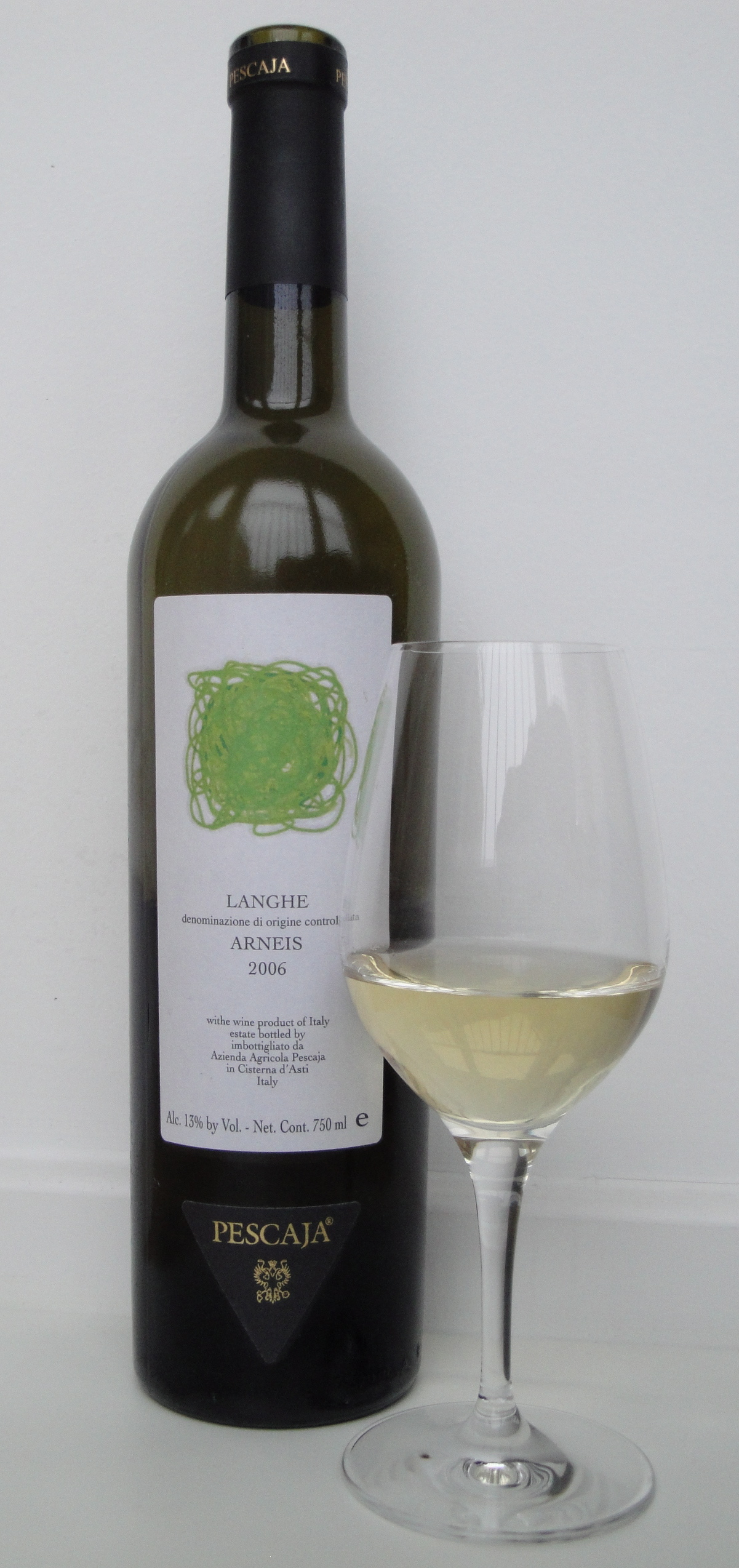
Langhe Arneis 2006 de Pescaja, un vino blanco del Piamonte (DOC Langhe, varietal arneis)

Las Langhe (Langa, del antiguo dialecto Mons Langa et Bassa Langa) es una zona de colinas al sur y al este del río Tanaro en la provincia de Cúneo, en la región italiana del Piamonte.
Esta zona es famosa por sus vinos, quesos y trufas, particularmente la trufa blanca de Alba. La zona tal como era en la primera mitad del siglo XX aparece de manera destacada en los escritos de Beppe Fenoglio y Cesare Pavese, quien nació aquí, en Santo Stefano Belbo.
En 2014, la Unesco eligió la denominación Paisaje vitícola del Piamonte: Langhe-Roero y Monferrato como Patrimonio de la Humanidad.

## Viticultura
Entre los vinos DOC y DOCG producidos en esta zona se incluyen:
- Arneis
- Barbera d'Alba
- Barolo
- Barbaresco
- Dolcetto d'Alba
- Dolcetto di Dogliani
- Dolcetto delle Langhe Monregalesi
- Dolcetto delle Langhe Monregalesi superiore
- Langhe Arneis
- Langhe Chardonnay
- Langhe Chardonnay Vigna
- Langhe Dolcetto
- Langhe Favorita
- Langhe Favorita Vigna
- Langhe Freisa
- Langhe Freisa Vigna
- Langhe Nebbiolo
- Langhe bianco
- Langhe rosso